# Rio Crivaia
O Rio Crivaia é um rio da Romênia, afluente do Strei, localizado no distrito de Hunedoara.